# 1 Cassiopeiae
1 Cassiopeiae (1 Cas) es una estrella de magnitud aparente +4,84
situada en la constelación de Casiopea.
De acuerdo a la nueva reducción de los datos de paralaje del satélite Hipparcos, se encuentra a 1130 años luz del sistema solar.
1 Cassiopeiae es una subgigante blanco-azulada de tipo espectral B0.5IV.
Tiene una elevada temperatura efectiva entre 26 850 y 27 100 K y es enormemente luminosa, 25 500 veces más que el Sol.
Su diámetro angular de 0,204 milisegundos de arco, una vez conocida su distancia aproximada, permite estimar su radio, siendo éste 7,7 veces más grande que el radio solar.
Gira sobre sí misma con una velocidad de rotación proyectada de 15 km/s.
Es una estrella masiva con una masa de 14,9 ± 0,4 masas solares y una edad de solo 5,7 ± 0,1 millones de años.
1 Cassiopeiae es una estrella rica en nitrógeno y su relación helio/hidrógeno es comparable a la de otras estrellas semejantes.
Asimismo, no parece tener campo magnético.
Pequeñas variaciones observadas en su velocidad radial pueden estar originadas por la presencia de una compañera estelar.